# 乔羽
乔羽（1927年11月16日—2022年6月19日），原名乔庆宝，男，山东济宁人，祖籍山东东平，中国大陆词作家，曾任中國歌劇舞劇院院長、中國音樂文學學會主席，第八屆全國政協委員。

## 生平
1946年3月，乔羽进入晋冀鲁豫边区北方大学学习。1948年毕业，进入华北大学三部剧本创作室工作。
中华人民共和国成立后，其为多首歌颂赞美国家民族的歌曲填词，如《讓我們蕩起雙槳》《我的祖国》《祖國頌》《夕陽紅》《愛我中華》《刘三姐》等。
乔羽填写的《难忘今宵》一曲连续20余年作为中国中央电视台春节联欢晚会的结束曲。在1996年中国哈尔滨举行的第三届亚洲冬季运动会上，乔羽填写的主题曲《赞美冰雪》成为大会的主题曲。
2022年6月19日晚，乔羽在北京去世，享年95岁。